# Раймундо Глейзер
Раймундо Глейзер або Глейсер (ісп. Raymundo Gleyzer (народився 25 вересня 1941 року в Буенос-Айресі, зник безвісти 27 травня 1976 року) — аргентинський політичний кінорежисер-документаліст. Був викрадений як противник тодішньої військової диктатури і, швидше за все, був убитий.

## Біографія

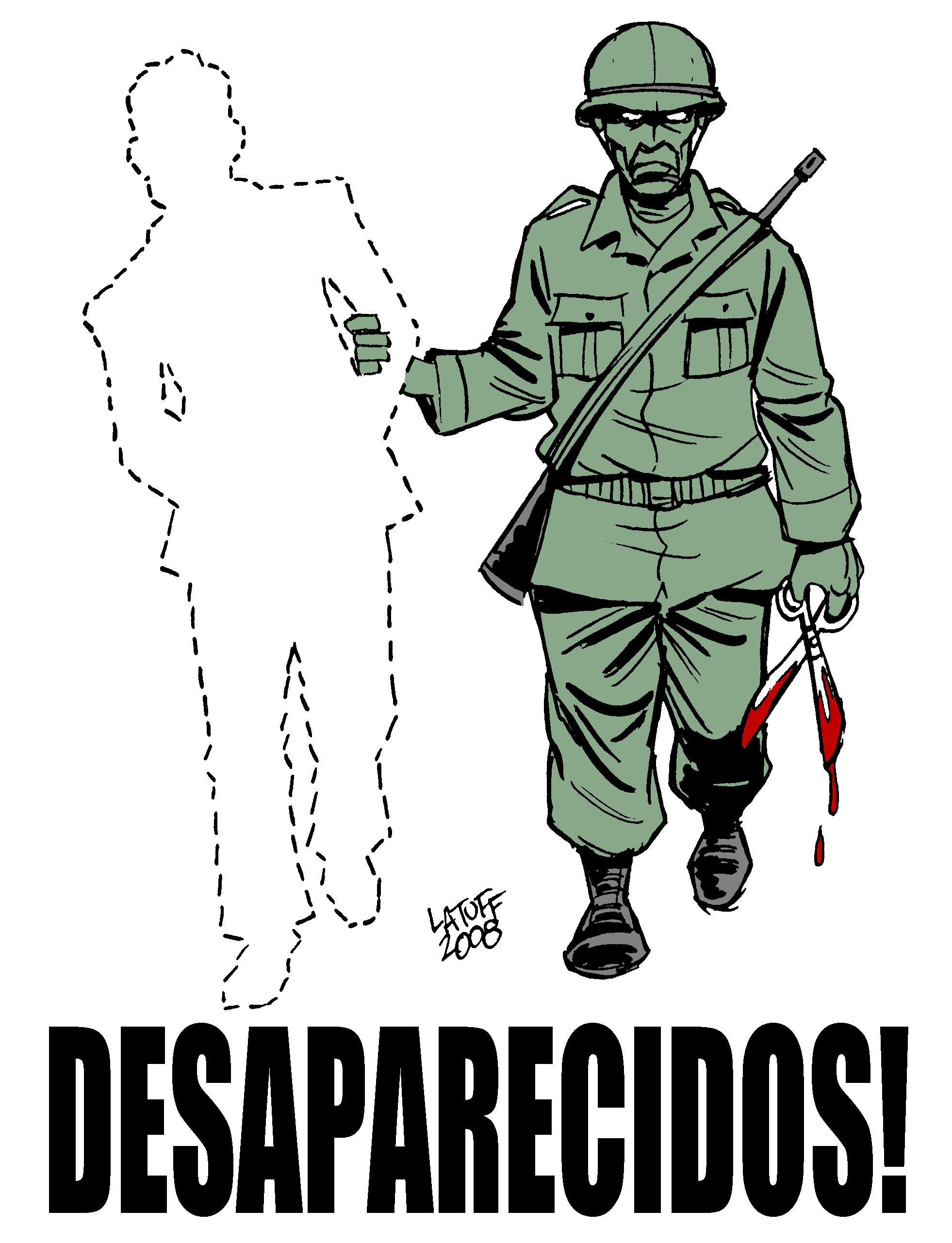
Ілюстрація бразильського художника Карлоса Латуфа як «данина пам'яті зниклому режисеру-документалісту Раймундо Глейзеру та всім зниклим жертвам правих диктатур у Південній Америці».

Народився в єврейській сім'ї іммігрантів з колишньої Російської імперії, батьки — Хакобо (Яків) Глейзер та Сара Айхен (уроджена Айхенбаум).
Глейзер рано захопився політикою та кінематографією. Колишній член Комуністичної партії Аргентини, він потім перейшов у радикальнішу Революційну партію трудящих. Усі його фільми були присвячені темам боротьби із соціальною несправедливістю.
Свій перший фільм він зняв на відсталому північному сході Бразилії, де йому ледве вдалося вижити. На початку 1970-х він зняв у Мексиці фільм про так звану «інституціоналізовану революцію» правлячої партії PRI — від Мексиканської революції до «Бійні у Тлателолько». Спочатку фільм був заборонений в Аргентині, але знайшов відгук у Мексиці серед студентів. У 1973 році він став співзасновником групи Cine de la Base, яка організовувала демонстрації та дискусії з працівниками.
Його останній важливий фільм, «Зрадники», є критикою політичного руху перонізму, що тоді відігравав важливу роль в Аргентині. У фільмі показано, як профспілкові чиновники вступають у змову з підприємцями, військовими та США для того, щоб домогтися вигод у владі та збагатитися.
27 травня 1976 Глейзер був викрадений і підданий тортурам аргентинськими ескадронами смерті військової хунти, яка прийшла до влади за два місяці до того. Його дружина Хуана Сапіре з сином Дієго втекли через Перу до Нью-Йорка (США).
Бразильський карикатурист Карлос Латуфф створив мультфільм, присвячений Глейзеру та «зниклим» людям Латинської Америки.

## Фільмографія
- 1963: La Tierra Quema («Земля горить») — документальний
- 1965: Ceramiqueros de tras la tierra («Гончарі за краєм землі») — документальний
- 1966: Occurrido en Hualfin («Це трапилося в селі Уальфін») — документальний, 3 частини: I: Quando Quede en Silencio El Viento («Коли вітер стихне»), II: Greda («Глина»), III: Elinda del Valle. Частини I та II — 35 мм чорно-білі, частина III — 16 мм, кольорова. Загальна тривалість — 45 хвилин.
- 1966: Nuestras islas Malvinas («Наші Мальвінські острови») — документальний
- 1969: документальний фільм про Кубу.
- 1971: Comunicados Swift — документальний короткометражний.
- 1971: México, revolución congelada («Мексика, заморожена революція») — документальний, 16 мм, кольоровий, 60 хв.
- 1972: Ni olvido ni perdón («Не забути і не пробачити») — документальний
- 1973: Los traidores («Зрадники»), художній фільм про корумпованого профспілкового чиновника. 16 мм, колір. Світова прем'єра 1 липня 1973 року, Міжнародний форум молодого кіно, Берлін.
- 1975: Me matan si no trabajo y si trabajo me matan («Мене уб'ють, якщо не працюю, і якщо працюю — теж уб'ють») — документальний.